# Serra del Benefici
La Serra del Benefici és una serra al municipi de Sunyer a la comarca del Segrià, amb una elevació màxima de 246,4 metres.